# Sihareo Siwahili
Sihareo Siwahili is een bestuurslaag in het regentschap Gunungsitoli van de provincie Noord-Sumatra, Indonesië. Sihareo Siwahili telt 769 inwoners (volkstelling 2010).